# IPad (ottava generazione)
L'iPad di ottava generazione, anche noto come iPad 2020, è un tablet sviluppato e commercializzato da Apple Inc. È dotato di un display Retina da 10,2 pollici ed è alimentato dal processore Apple A12 Bionic. È il successore dell'iPad di settima generazione. Il dispositivo è stato presentato il 15 settembre 2020.
Supporta la Apple Pencil di prima generazione e dispone di uno Smart Connector per la Smart Keyboard.